# 百岔河
百岔河，又作白查河，位于中华人民共和国内蒙古自治区赤峰市克什克腾旗南部的一条河流，是西拉木伦河右岸支流，发源克什克腾旗南部七老图山脉大冰朗沟山顶，蜿蜒向东北流经芝瑞镇和万合永镇，于万合永镇万德成村上陈家营子汇入西拉木伦河。河流全长136.20千米，流域面积1786平方千米，河道平均比降6.75‰，年均径流量0.57亿立方米。百岔河地处内蒙古高原与七老图山脉的交汇地带。百岔河中游洞子村以下沿岸的峭壁上有著名的新石器时代遗址“百岔河岩画”，是国家级文物保护单位克什克腾岩画群的重要组成部分。